# Älvsjö station

Älvsjö station ist ein Durchgangsbahnhof der schwedischen Hauptstadt Stockholm im gleichnamigen Stadtteil Älvsjö. An einem normalen Werktag steigen knapp 11.000 Pendler hier zu und um. Damit hat der Bahnhof das drittgrößte Passagieraufkommen der Pendeltågstationen.

## Geschichte
Der erste Bahnhof wurde am 1. November 1879 an der schon 1860 fertiggestellten Bahnstrecke Västra stambanan eröffnet. Zu seiner Eröffnung hatte der Bahnhof den Namen Elfsjö. Am 28. Dezember 1901 wurde die Bahnstrecke Nynäsbanan nach Nynäshamn eingeweiht, von dieser hielten ebenfalls die Züge an der Station. In den Jahren 1916 bis 1917 wurden die Gleise für den Fernverkehr und den Regionalverkehr voneinander getrennt. 1932 wurden das Stationsgebäude und die Fußgängerüberführung eingeweiht.
Am 1. Januar 1967 übernahm das Nahverkehrsunternehmen SL den gesamten Schienenverkehr im Großraum Stockholm, wodurch die Station 1970 ihr heutiges Erscheinungsbild erhielt. Der Bahnhof erhielt ein neues Gleis und verfügt nun über vier Gleise an zwei Bahnsteigen. Außerdem führen zwei mittige Durchfahrtsgleise sowie ein westlich verlaufendes für den Fernverkehr durch die Station.

## Lage
Der Bahnhof liegt im südlichen Stockholmer Stadtteil Älvsjö, in unmittelbarer Nähe der Messe Stockholm.
Unterhalb des Bahnhofs verläuft die Schnellstraße Magelungsvägen. Es besteht Umsteigemöglichkeit zu diversen Buslinien.